# Straja, Alba
Straja (în maghiară Őregyháza, în germană Hohenwarte) este un sat în comuna Berghin din județul Alba, Transilvania, România.

## Vechea mănăstire
Pe la anul 1760 era părăsită. 
Avea o vie, care producea 400-500 urne de vin anual și pe care a ocupat-o Zorger, un amploiat al episcopului din Alba Iulia. Unii sătenii mai știu și azi locul unde a fost mănăstirea. O parte din hotar se numește și acum „La Călugărul". Tot aici găsim „Valea Călugărului".

## Obiectiv memorial

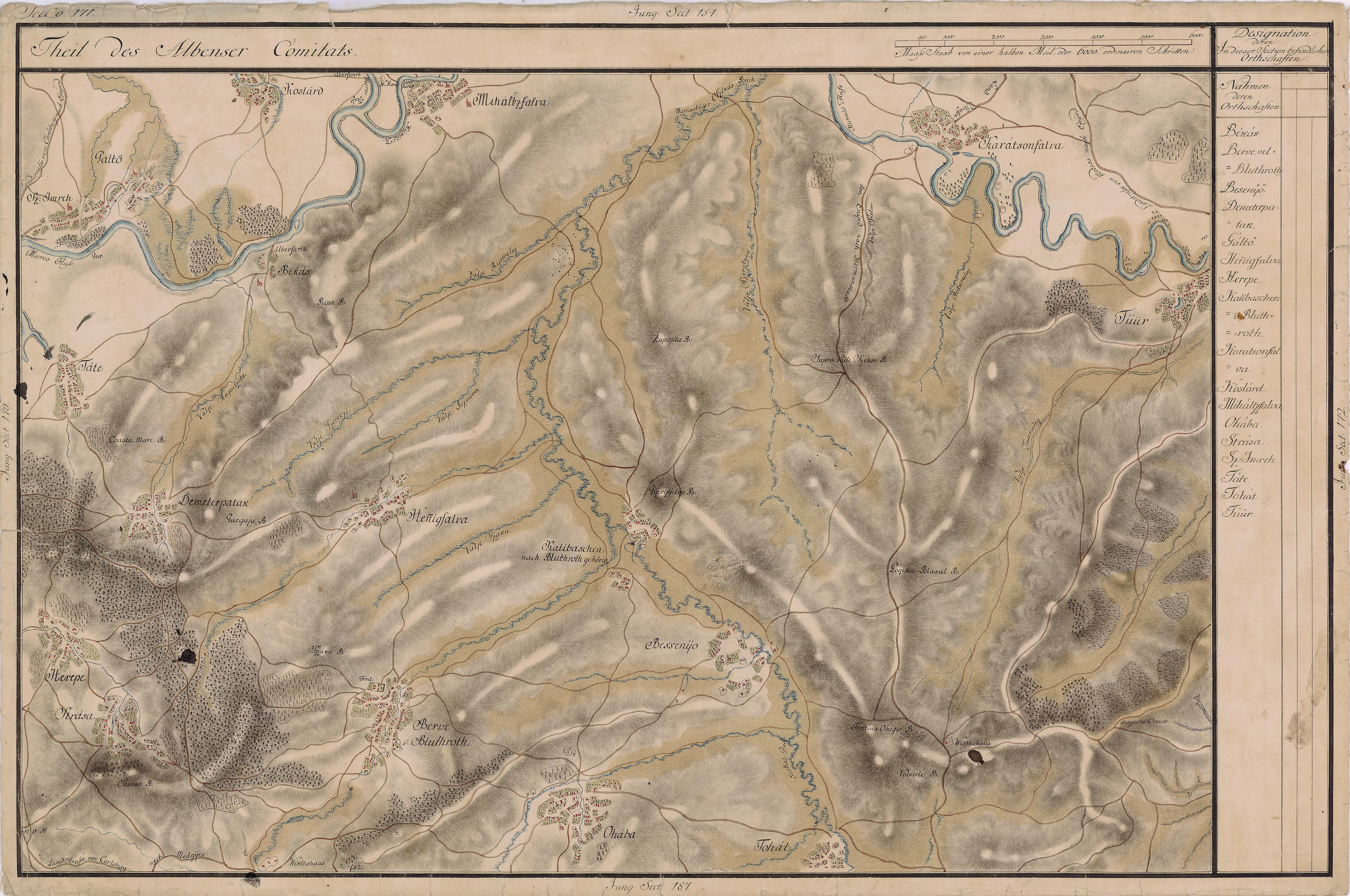
Straja pe Harta Iosefină a Transilvaniei, 1769-1773

Monumentul Eroilor Români din Primul și Al Doilea Război Mondial este amplasat în centrul localității și a fost ridicat în memoria eroilor români căzuți în cele două Războaie Mondiale. Monumentul de tip obelisc este format dintr-un postament din beton, deasupra căruia este așezată o coloană, în care este încrustată o cruce. În partea superioară este o acvilă, cu aripile deschise. Pe fațada monumentului, este o inscripție comemorativă: „Ridicat în amintirea eroilor căzuți în cele două războaie mondiale“.

## Personalități
- Zenobie Pâclișanu (1886–1958), teolog istoric român, membru corespondent al Academiei Române.
- Ștefan Manciulea (1894–1985), preot, profesor, geograf și istoric.[3]